# Mário de Andrade
Ne doit pas être confondu avec Mário Pinto de Andrade.
Mário Raul de Morais Andrade, né le 9 octobre 1893 à São Paulo et mort le 25 février 1945 dans la même ville, est un poète, romancier, musicologue, photographe et critique d'art brésilien.
Il fut l'un des fondateurs du modernisme brésilien et peut être considéré comme le père de la poésie brésilienne moderne avec la publication en 1922 de son recueil Paulicéia Desvairada (littéralement « São Paulo inexplorée », traduit par Hallucinated City en anglais, « cité hallucinée »). Son influence fut considérable sur la littérature brésilienne moderne et, par ses publications académiques et ses essais (il était un pionnier du domaine de l'ethnomusicologie), il rayonna bien au-delà du Brésil.
Andrade fut pendant vingt ans la figure de proue du mouvement d'avant-garde de São Paulo. Pratiquant la musique, et mieux connu en tant que poète et romancier, Andrade était une personnalité impliquée dans presque tous les domaines liés au modernisme de São Paulo, et devient le polymathe national du Brésil. Ses photographies, ainsi que ses essais consacrés à un large éventail de sujets, de l'histoire à la littérature et à la musique, furent largement publiés et diffusés. Il fut le moteur de l'organisation de la Semaine d'art moderne (aussi appelée « Semaine de 22 »), événement de 1922 qui façonna le nouveau visage de la littérature et des arts visuels au Brésil. Il était également membre du cercle d'avant-garde du "Groupe des Cinq". Les idées portées par la Semaine de 22 sont approfondies par Andrade dans la préface de son recueil Pauliceia Desvairada, ainsi que dans les poèmes eux-mêmes.
Après avoir travaillé comme professeur de musique et éditorialiste de presse, il publia son roman majeur, Macunaíma, en 1928. Les travaux suivants d'Andrade sur la musique folk brésilienne, la poésie, et autres sujets, se succédèrent irrégulièrement, souvent interrompus par ses relations instables avec le gouvernement brésilien. A la fin de sa vie, Andrade devint le directeur fondateur du Département de la Culture de São Paulo, formalisant un rôle qu'il avait déjà longtemps joué en tant que catalyseur de l'entrée de la ville, et du pays, dans la modernité artistique.

## Biographie
Andrade est né à São Paulo, où il vécut pratiquement toute sa vie.

### Les débuts
Enfant, il est un prodige au piano, et plus tard étudie au conservatoire de musique et de théâtre de São Paulo. Son éducation formelle fut entièrement tournée vers la musique mais, ainsi que notifié par Albert T. Luper, il étudiait au même moment, en autodidacte, des disciplines variées comme l'histoire, l'art, et particulièrement la poésie. Andrade avait une maîtrise solide du français et lisait Rimbaud ainsi que les principaux symbolistes. Bien qu'il écrivît déjà de la poésie à l'époque de ses études de musique, il ne songea pas à en faire son métier avant d'être forcé de renoncer à la carrière de pianiste professionnel à laquelle il aspirait.
En 1913, son frère Renato meurt soudainement à l'âge de 14 ans lors d'un match de football ; Andrade quitte alors le conservatoire pour résider à Araraquara où sa famille possède une ferme. À son retour, son jeu au piano est parasité par des tremblements intermittents des mains. Bien qu'il ait finalement obtenu son diplôme de piano, il ne donna jamais de concert et commença à étudier le chant et la théorie musicale, avec en tête l'idée de devenir professeur de musique. C'est à la même époque qu'il commence à écrire sérieusement. En 1917, l'année de son diplôme, il publie son premier recueil de poèmes, Há uma Gota de Sangue em Cada Poema (Il y a une goutte de sang dans chaque poème), sous le pseudonyme de Mário Sobral. Le livre contient des indices indiquant qu'Andrade a le pressentiment d'une identité brésilienne distinctive, mais l'ouvrage reste inscrit dans le contexte d'une poésie qui (comme la majorité de la poésie brésilienne de l'époque) est encore fortement ancrée dans une tradition européenne, et particulièrement française.
Son premier livre n'a pas un grand écho, et Andrade décide d'élargir le champ de son écriture. Il quitte São Paulo pour la campagne, et commence le travail méticuleux qui l'occupa tout le reste de sa vie : la documentation de l'histoire, du peuple et de la culture, particulièrement musicale, de l'intérieur brésilien, à la fois dans l’État de São Paulo et dans les zones plus sauvages du nord-est. Il publie ses essais dans des magazines de São Paulo, occasionnellement accompagnés de ses propres photographies, mais son activité principale reste l'accumulation de vastes quantités d'informations sur la vie et le folklore brésiliens. Entre ses excursions, Andrade enseigne le piano au conservatoire ; il y devient professeur en 1921.
C'est en 1922 qu'Andrade publie Paulicéia Desvairada, qui fera de lui l'un des fondateurs du modernisme brésilien. Influence majeure pour la littérature brésilienne des XXe et XXIe siècles, il fut également entre chercheur et essayiste, et notamment pionnier du domaine de l'ethnomusicologie. Avec Dina Dreyfus (épouse Levi-Strauss), il fonde la première société d'ethnologie du Brésil ; et ce fut grâce à son influence que Dina et Claude Lévi-Strauss obtinrent la permission d'entreprendre des missions de recherche dans l'intérieur du pays.
En parallèle de ses excursions ethnographiques, Andrade se constitua un groupe d'amis parmi les jeunes artistes et écrivains de São Paulo qui, comme lui, étaient conscients de l'ampleur du mouvement moderniste qui fleurissait en Europe. Une partie d'entre eux furent plus tard reconnus sous le nom de Grupo dos Cinco (le Groupe des Cinq) : Mário Andrade, les poètes Oswald de Andrade (sans lien de parenté) et Menotti del Picchia, ainsi que les artistes Tarsila do Amaral et Anita Malfatti. Malfatti avait visité l'Europe avant la Première Guerre mondiale, et elle fit découvrir l'expressionnisme à São Paulo.

### Paulicéia Desvairada
Paulicéia Desvairada est le plus célèbre recueil de poésies écrit par Mário de Andrade.
Jack E. Tomlins, traducteur du second ouvrage d'Andrade, décrit dans sa préface la genèse du recueil : en 1920, alors qu'il venait de rencontrer le sculpteur moderniste Victor Brecheret et d'acquérir l'une de ses sculptures nommées « Buste du Christ », qui représentait le Christ sous les traits d'un Brésilien aux cheveux tressés, sa famille fut (apparemment à sa propre surprise) choquée et furieuse. Andrade se retira alors seul dans sa chambre. Plus tard, lors d'une conférence retranscrite par Tomlins, il se remémora que, encore « délirant », il était sorti sur son balcon et avait « regardé le square en contrebas sans vraiment le voir ».

« Les bruits, les lumières, les plaisanteries badines des chauffeurs de taxi : tout cela me parvenait dans un flottement. J'étais calme en apparence, et je ne pensais à rien en particulier. Je ne sais pas ce qui m'est arrivé, tout à coup. Je suis allé à mon bureau, j'ai ouvert un carnet, et j'ai noté un titre qui ne m'avait jamais traversé l'esprit auparavant : Paulicéia Desvairada. »

Andrade retint ce titre (qui signifie littéralement « São Paulo inexplorée »), et travailla sur l'ouvrage pendant les deux années suivantes. Il produisit très rapidement un « cantique barbare », ainsi qu'il l'appela dans la même conférence, puis apporta à ce premier jet des modifications graduelles jusqu'à obtenir un texte d'environ la moitié de sa taille d'origine.
Les poèmes de Paulicéia Desvairada sont très différents de ses œuvres antérieures, plus formelles et abstraites. Les vers, dont la longueur et la structure syntaxique varie amplement, sont essentiellement des descriptions impressionnistes et fragmentées, parsemées de morceaux de dialogues en dialecte de São Paulo qui donnent le sentiment d'avoir été glanés et restitués de manière décousue. Le narrateur des poèmes semble souvent dépassé par les méandres des dialogues qui ne cessent de l'interrompre, un peu à la manière de « Colloque Sentimental ».
| “ |                                                                                           | |   |
|   | A rua toda nua . . . As casas sem luzes . . . E a mirra dos martírios inconscientes . . . | Les rues toutes nues . . . Les maisons sans lumière . . . Et la myrrhe des martyrs inconscients . . . |   |
|   | —Deixe-me pôr o lenço no nariz. Tenho todos os perfumes de Paris!                         | ""Laisse-moi porter mon mouchoir à mon nez. J'ai tous les parfums de Paris ! »                        | ” |

Une fois la composition des poèmes achevée, Andrade écrivit ce qu'il nomma une « Préface Extrêmement Intéressante », qui était pour lui une manière de prendre du recul pour essayer d'expliquer le contexte théorique entourant les poèmes (à noter cependant que, selon le critique Bruce Dean Willis, les théories développées dans la préface sont davantage à mettre en relation avec ses travaux ultérieurs qu'avec Paulicéia). La préface emploie un ton auto-dépréciatif (« Cette préface—bien qu'intéressante—inutile ») mais ambitieux, présentant non seulement une théorie poétique, mais une véritable esthétique du langage, afin d'expliquer les innovations de ses poèmes. Andrade explique leurs enchevêtrements de langages en employant une terminologie musicale :
Il établit cependant une distinction claire entre langage et musique : « les mots ne sont pas fondus les uns dans les autres comme les notes, ils sont plutôt agencés en désordre, et ils deviennent incompréhensibles. » Quoi qu'il en soit, ainsi que l'a noté Willis, la préface a quelque chose de pessimiste. Dans l'un des passages-clés du texte, Andrade compare la poésie aux richesses englouties d'El Dorado, disparues à jamais.

### La Semaine d'art moderne
Andrade fut le moteur de l'organisation de la Semaine d'art moderne (aussi appelée « Semaine de 22 »), événement de 1922 qui façonna le nouveau visage de la littérature et des arts visuels au Brésil.
En 1922, tout en préparant la publication de Paulicéia Desvairada, Andrade collabora avec Malfatti et Oswald de Andrade à l'organisation d'un événement unique destiné à amener le grand public à découvrir leur travail : la Semana de Arte Moderna (Semaine d'art moderne). La Semana proposait des expositions de tableaux de Malfatti et d'autres artistes, des séances de lecture, ainsi que des conférences sur l'art, la musique et la littérature.
Andrade était l'organisateur en chef et la figure centrale de cet événement qui, bien qu'accueilli avec scepticisme, attira une forte affluence. Andrade y donna des conférences à la fois sur les principes du modernisme et sur son travail de documentation de la musique folklorique brésilienne, et donna une lecture de sa « Préface Extrêmement Intéressante ». En guise de point d'orgue de l'événement, il lut des passages de Paulicéia Desvairada. L'usage qui était fait dans les poèmes de la versification libre et d'expressions familières en dialecte de São Paulo, bien qu'inspiré de poèmes modernistes européens de la même période, était entièrement nouveau pour les Brésiliens. La lecture fut ponctuée de railleries persistantes, mais Andrade persévéra, et il découvrit plus tard qu'une large partie du public avait trouvé l'expérience troublante mais enrichissante. Cette lecture fut fréquemment citée comme l'événement fondateur de la littérature brésilienne moderne.
Le groupe des Cinq continua de travailler ensemble au cours des années 1920, pendant lesquelles leurs réputations gagnèrent en solidité, l'hostilité envers leurs travaux diminuant progressivement. Mais le groupe finit par éclater, notamment à la suite d'une dispute sérieuse (et en public) entre Mário de Andrade et Oswald de Andrade en 1929. De nouveaux groupes se formèrent à partir des débris du noyau originel, et en définitive, on peut établir que plusieurs mouvements modernistes différents découlent de l'héritage de la Semaine d'art moderne.

### « L'apprenti touriste »
Tout au long des années 1920, Andrade poursuivit ses voyages à travers le Brésil, étudiant la culture et le folklore de l'intérieur des terres. C'est à cette époque qu'il commença à formuler une théorie sophistiquée au sujet des dimensions sociales de la musique folk, qu'il décrit comme à la fois nationaliste et profondément personnelle. Le sujet précis d'Andrade était la relation entre la musique « artistique » et la musique des rues et de la campagne, parmi lesquelles il incluait les styles afro-brésilien et amérindien. Ce travail fut controversé à cause du traitement académique qui était fait des musiques de bal et des musiques folkloriques. Ces controverses étaient d'ailleurs aggravées par le style d'écriture d'Andrade, qui est à la fois poétique (« Joycéen » selon les termes de Luper) et polémique.
Avec le temps, ses voyages à travers le Brésil devinrent davantage que des excursions de recherche : en 1927, il commença la rédaction d'un carnet de voyage intitulé « L'apprenti touriste » publié dans le journal O Diario Nacional. La rubrique permettait aux cosmopolites d'avoir un aperçu du Brésil indigène, et servait à Andrade de vitrine pour le reste de son travail. De nombreuses photographies de paysages et d'habitants, prises par Andrade, furent publiées pour accompagner sa rubrique. Parfois, Andrade lui-même apparaissait sur les photos, généralement filtré à travers le paysage, comme un fantôme. Son travail de photographe lui permit ainsi de promouvoir son projet moderniste ainsi que son propre travail, tout en servant sa fonction de documentation du folklore.

Bien qu'Andrade ait continué de prendre des photos tout au long de sa carrière, c'est parmi ces images des années 1920 que se trouve la majeure partie de son travail notable, et en particulier la série de 1927. Il était particulièrement intéressé par la capacité de la photographie à capturer et à faire revivre le passé, un pouvoir qu'il percevait comme hautement personnel. À la fin des années 1930, il écrit : 

« Les objets, les dessins, les photographies qui ont marqué un point de mon existence passée détiennent à mes yeux un immense pouvoir de restitution de la vie. Quand je les vois, cela ne déclenche pas seulement un souvenir : je revis, avec les mêmes sensations et dans le même état d'esprit, le jour que j'ai déjà vécu… »

Sur une grande partie des images, les silhouettes sont assombries, floues, ou bien presque invisibles, une forme de portrait qui pour Andrade devint une sorte de sublime moderniste.

### Macunaíma

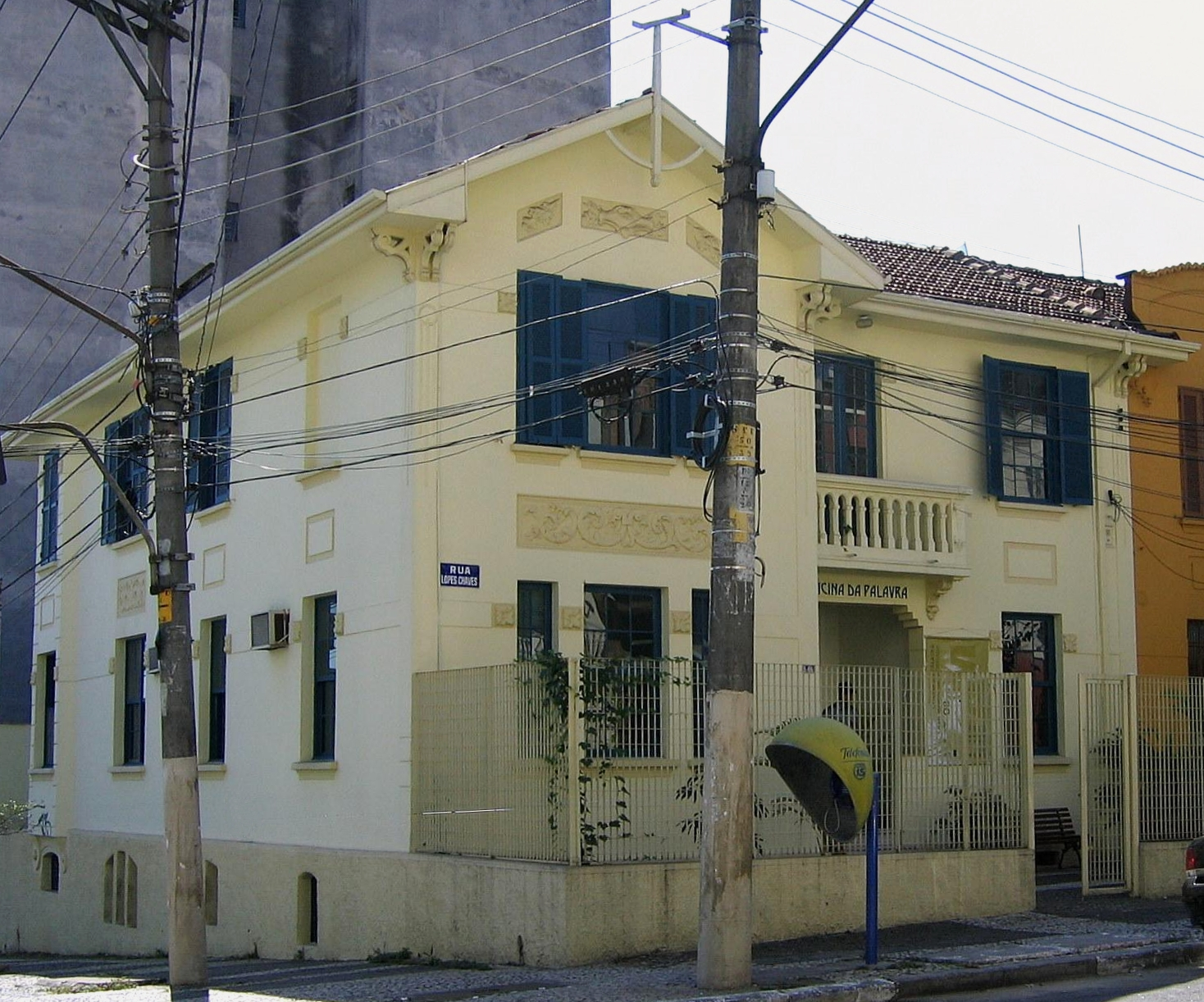
La maison d'Andrade à Rua Lopes Chaves, São Paulo, où il se décrit lui-même accroché à mon bureau dans un poème de 1927.

Pendant ses voyages, Andrade se familiarisait chaque jour un peu plus avec les dialectes et cultures brésiliennes. Il commença alors à appliquer à la fiction en prose la technique d'écriture qu'il avait développée en écrivant les poèmes de Paulicéia Desvairada, basée sur la structure chaotique du dialogue. Il écrivit à cette époque deux romans en utilisant cette technique : le premier, Amour, verbe intransitif, est essentiellement une expérimentation formelle ; le second, écrit peu après et publié en 1928, est Macunaíma, un roman racontant l'histoire d'un homme (« Le héros sans caractère » est le sous-titre du roman) originaire d'une tribu indigène, qui se rend à São Paulo, apprend ses langues – les deux, dit le roman : le Portugais et le Brésilien – et revient au village. Le style du roman est composite, mêlant descriptions saisissantes de la jungle comme de la ville et virages abruptes vers le fantastique ; un style qui sera plus tard appelé réalisme magique. D'un point de vue linguistique, le roman est là aussi composite : à mesure que le protagoniste d'origine rurale prend contact avec son environnement urbain, le roman retranscrit la rencontre des langages. S'appuyant fortement sur le primitivisme qu'Andrade avait découvert chez les modernistes européens, le roman s'attarde sur l'éventualité d'un cannibalisme indigène, alors même qu'il explore l'immersion de Macunaíma au cœur de la vie urbaine. La thèse du critique Kimberle S. López est que le cannibalisme est la force conductrice du roman : la dévoration de certaines cultures par d'autres. Macunaíma doit aussi beaucoup l’œuvre de l’anthropologue Theodor Koch-Grünberg : c’est en elle que Mario de Andrade a puisé les mythes et légendes qu’on retrouve dans le roman, et même le nom du héros. 
Formellement, Macunaíma est un mélange extatique des dialectes et des rythmes urbains et ruraux qu'Andrade collectait pour ses recherches. Le roman développe un style de prose entièrement nouveau, profondément musical, ouvertement poétique, empli de dieux et presque-dieux, et contenant pourtant des élans narratifs mémorables. Cela dit, le roman dans son ensemble est pessimiste. Il se termine avec la destruction volontaire de son propre village par Macunaíma : malgré l'euphorie de la découverte, la rencontre des cultures que le roman relate est inévitablement funeste. Ainsi que l'a démontré Severino João Albuquerque, le roman présente « la construction et la destruction » comme les deux faces inséparables d'une même pièce. C'est à la fois un roman de pouvoir (Macunaíma possède toutes sortes de pouvoirs étranges) et d'aliénation.
Alors même que Macunaíma modifia radicalement la nature de la littérature brésilienne – Albuquerque qualifie le texte de « pierre angulaire du modernisme brésilien » – le conflit interne au roman participa grandement à son influence. « Le Modernisme », tel que le concevait Andrade, était lié, d'un point de vue formel, aux innovations récentes de la littérature européenne, tout en étant ancré dans la rencontre fertile des forces culturelles diverses à l'œuvre au sein de la population brésilienne ; mais c'était également un courant farouchement nationaliste, car largement fondé sur la distinction de la culture brésilienne par rapport au reste du monde, et sur la documentation des dégâts causés par les effets persistants du joug colonial. Dans le même temps, la complexe vie intérieure du protagoniste développe des thèmes peu explorés jusqu'alors dans la littérature brésilienne, dont les critiques font généralement remonter l'apparition à Andrade lui-même. Bien que Macunaíma ne soit pas un roman autobiographique au sens strict, on peut clairement y voir un reflet de certains aspects de la vie d'Andrade. Andrade était un mulâtre : ses parents étaient propriétaires terriens, mais n'étaient en aucun cas membres de la pseudo-aristocratie portugaise du Brésil. Certains critiques ont établi un parallèle entre les origines ethniques et familiales d'Andrade et les passages d'un milieu à un autre qu'effectue son personnage Macunaíma. Le corps de Macunaíma lui-même est composite : sa peau est décrite comme plus sombre que celle des autres hommes de sa tribu et, dans un passage du roman, il se retrouve avec un corps d'adulte et une tête d'enfant. Comme Andrade, c'est un voyageur, qui n'est nulle part chez lui.
D'autres critiques ont argumenté en faveur de comparaisons similaires entre la sexualité d'Andrade et le statut complexe de Macunaíma. Bien qu'Andrade n'ait pas été ouvertement homosexuel et qu'il n'y ait pas de preuve directe de ses pratiques sexuelles, nombre de ses amis rapportèrent après sa mort qu'il était clairement intéressé par les hommes (le sujet n'est abordé qu'avec réticence au Brésil). C'est d'ailleurs au sujet d'une accusation d'efféminement faite sous pseudonyme qu'Andrade se disputa avec Oswald de Andrade en 1929. Macunaíma, lui, préfère les femmes, mais son sentiment instable d'appartenance et de non-appartenance est associé au sexe. Le personnage est sexuellement précoce, entamant ses aventures amoureuses à l'âge de six ans, et son érotisme particulier semble toujours mener vers une forme de destruction.
Inévitablement, la nature polémique et l'étrangeté radicale de Macunaíma sont devenues moins saillantes avec le temps, le roman s'étant installé durablement au sein de la culture et de l'éducation brésiliennes. Jadis considéré par les critiques académiques comme une œuvre bizarrement construite dont la valeur était davantage historique que littéraire, le roman est aujourd'hui reconnu comme un chef d’œuvre moderniste, dont les difficultés font partie de son esthétique. Andrade est une icône culturelle nationale ; son visage est apparu sur la monnaie brésilienne.

#### Adaptation
Une adaptation cinématographique Macunaíma fut réalisée en 1969 par le réalisateur brésilien Joaquim Pedro de Andrade, actualisant l'histoire du roman dans le contexte des années 1960 et la déplaçant à Rio de Janeiro. Diffusé à l'époque au Brésil uniquement, le film fut rediffusé en salle de manière internationale en 2009.

### Dernières années et recherche musicale

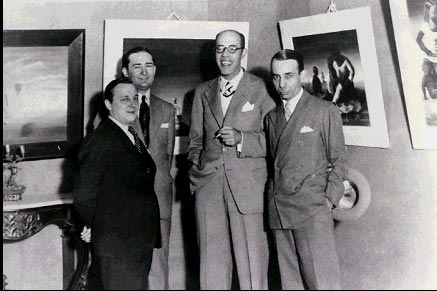
Cândido Portinari, Antônio Bento, Mário de Andrade et Rodrigo Melo Franco en 1936.

Bien qu'Andrade ne fut pas directement affecté par la Révolution de 1930, lors de laquelle Getúlio Vargas prit le pouvoir et devint dictateur, il appartenait toutefois à la classe de propriétaires terriens que la Révolution entendait déloger, et ses perspectives professionnelles déclinèrent sous le régime de Vargas. Il parvint cependant à conserver son poste au Conservatoire, où il détenait alors la chaire d'histoire de la musique et d'esthétique. Sous ce titre, il devint de facto une autorité nationale de l'histoire de la musique et ses recherches changèrent de nature : après le travail très personnel qu'il avait effectué dans les années 1920, il se livra désormais à la rédaction de manuels et de chronologies. Il continua de documenter la musique folklorique rurale, et pendant les années 1930, il effectua un nombre impressionnant d'enregistrements de chansons et d'autres formes musicales typiques de l'intérieur des terres. Les enregistrements étaient exhaustifs, avec une sélection guidée par une intention encyclopédique plutôt que sur un jugement esthétique. Les enregistrements incluaient ainsi le contexte, les discussions environnantes et autres sons non-musicaux. Les techniques d'Andrade influencèrent le développement de l'ethnomusicologie au Brésil, et précèdent des travaux similaires effectués ailleurs, par exemple les fameux enregistrements d'Alan Lomax. Andrade est l'inventeur du terme « popularesque », qu'il a défini comme étant l'imitation de la musique folklorique brésilienne par des citadins pratiquant la musique érudite (« érudit » est généralement un terme dépréciatif chez Andrade). Le terme continue d'être employé dans les débats sur la musique brésilienne, et est un marqueur à la fois universitaire et nationaliste.
En 1935, lors d'une période instable pour le gouvernement Vargas, Andrade et l'écrivain et archéologue Paulo Duarte, qui souhaitaient depuis plusieurs années promouvoir la recherche et l'activité culturelle de la ville via un organisme municipal, eurent l'opportunité de créer un Département de la Culture de São Paulo (Departamento de Cultura e Recreação da Prefeitura Municipal de São Paulo), et Andrade fut nommé Directeur fondateur. Le Département de la Culture couvrait un large champ d'action, supervisant les recherches culturelles et démographiques, la construction des parcs et aires de jeux, et comportant même une véritable maison d'édition en interne. Andrade usa de cette position avec l'ambition qui lui était propre, s'en servant pour développer son travail sur le folklore culturel et musical tout en organisant une multitude de performances, conférences et expositions. Il déplaça sa collection d'enregistrements au Département, dont l'une des principales activités devint le développement et l'amélioration de la collection, supervisés par une ancienne étudiante d'Andrade, Oneyda Alvarenga. La collection, nommée Discoteca Municipal, était « probablement la plus conséquente et la mieux organisée de tout l'hémisphère. »
À la même époque, Andrade peaufinait sa théorie de la musique. Il tâcha de rassembler l'ensemble de ses recherches en une théorie unifiée. Comme toujours soucieux de la nécessité pour le modernisme de rompre avec le passé, il établit une distinction entre la musique classique européenne des XVIIIe et XIXe siècles d'une part, et d'autre part ce qu'il appelait « la musique du futur », qui serait fondée à la fois sur la rupture moderniste des formes musicales et sur la compréhension des musiques folkloriques et populaires. La musique du passé, disait-il, était conçue en termes d'espace : qu'il s'agisse du contrepoint, avec ses voix multiples arrangées selon un alignement vertical, ou des formes symphoniques, dans lesquelles la voix dominante est caractéristiquement projetée au sommet d'un accompagnement complexe. La musique du futur, à l'inverse, serait conçue en termes de temps plutôt que d'espace : « moment après moment » (« moment by moment » dans la traduction anglaise de Luper). Cette musique temporelle ne serait pas inspirée par une « remémoration contemplative », mais par la saudade, mot typiquement brésilien qui désigne un profond désir mélancolique.
Grâce à sa position au Département de la Culture à cette période, Andrade put soutenir Dina Lévi-Strauss et son époux Claude Lévi-Strauss dans l'élaboration des films qu'ils étaient en train de réaliser à partir de leurs recherches de terrain effectuées dans les régions de Mato Grosso et Rondônia.
En 1937, Andrade fut soudainement démis de ses fonctions au Département de la Culture, au moment où Vargas revint au pouvoir, exilant Duarte. En 1938, Andrade déménagea à Rio de Janeiro pour prendre un poste à l'Universidade Federal do Rio de Janeiro. Là, il dirigea notamment le Congresso da Língua Nacional Cantada (Congrès de langue nationale chantée), une conférence majeure sur le folklore culturel et musical. C'est en 1941 qu'il retourna à São Paulo, où il travailla sur l'édition d'un recueil rassemblant son œuvre poétique.

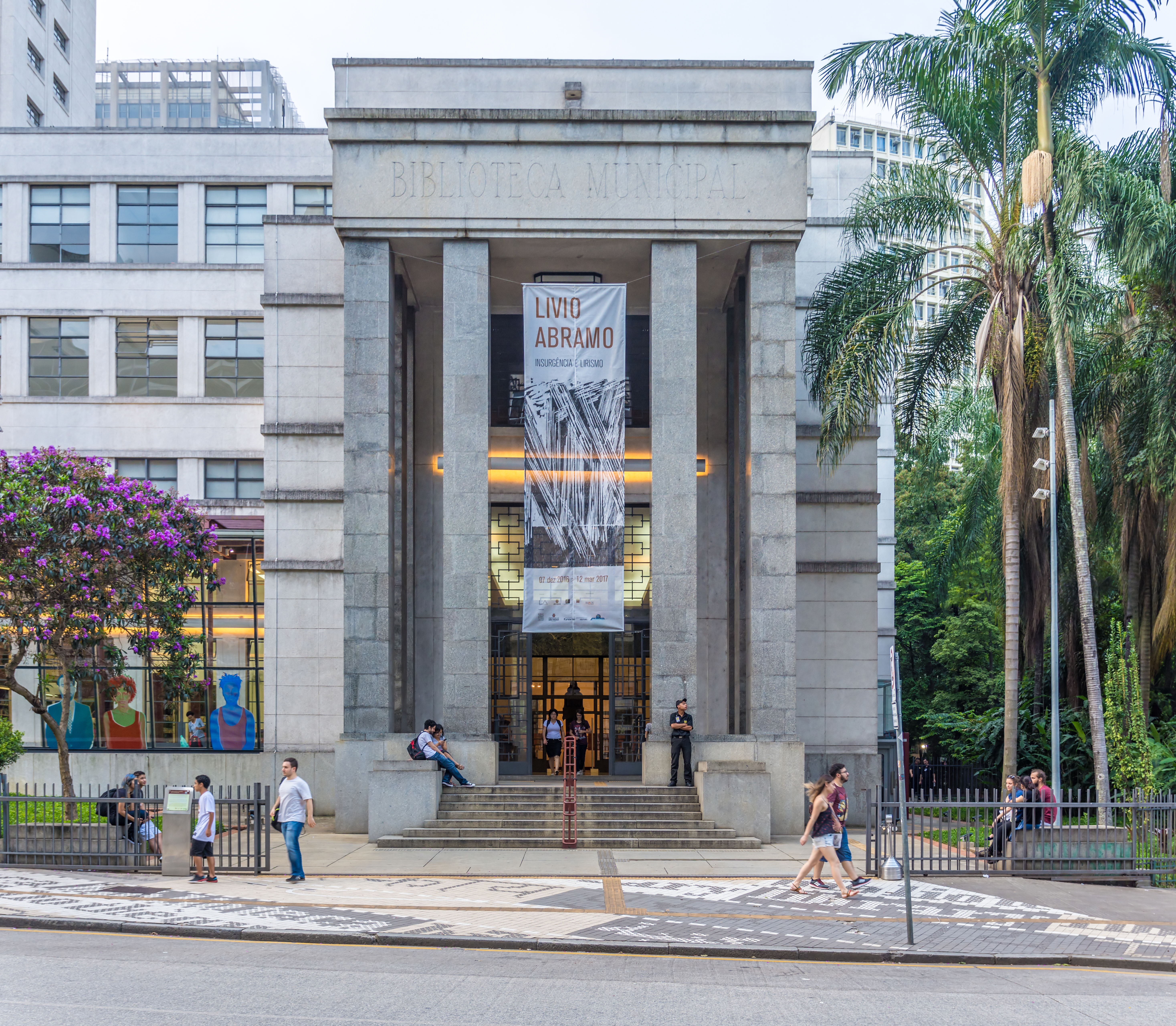
Bibliothèque Mário de Andrade, à São Paulo, bibliothèque municipale de la ville renommée ainsi depuis le 15 février 1960.

Le dernier projet d'Andrade fut un long poème intitulé « Meditação Sôbre o Tietê » (« Méditation au cours du Tietê », du nom d'un fleuve brésilien). Le texte est dense et difficile, et fut rapidement balayé par la critique de l'époque qui le jugea « sans signification », mais les travaux récents sont plus enthousiastes. Le critique David T. Haberly l'a comparé positivement au Paterson de William Carlos Williams, un poème épique inachevé, dense mais influent, qui utilise la construction composite. Comme Paterson, il s'agit d'un poème au sujet d'une ville : la « méditation » est centrée sur le Rio Tietê, une rivière qui traverse São Paulo. Le poème est à la fois un résumé de la carrière d'Andrade, qui commente certains de ses poèmes antérieurs, et un poème d'amour adressé à la rivière et à la ville elle-même. Dans les deux cas, le poème fait allusion à un contexte plus large, comparant la rivière au Tage à Lisbonne et à la Seine à la Paris, comme pour affirmer la position internationale d'Andrade lui-même. Dans le même temps, le poème associe la voix d'Andrade et la rivière à la « banzeiro », un terme tiré de la tradition musicale afro-brésilienne et qui désigne une musique capable d'unir l'homme à la rivière. Le poème est la déclaration ultime et irrévocable d'Andrade de son ambition et de son nationalisme.
Andrade meurt d'une crise cardiaque à son domicile de São Paulo, le 25 février 1945, dans sa 52e année. À cause de ses relations fragiles avec le régime de Vargas, les réactions officielles furent initialement étouffées. Cependant, la publication en 1955 (un an après la mort de Vargas) de ses Poesias Completas (Poésies Complètes), fut le signal de départ de la « canonisation » d'Andrade parmi les héros de la culture brésilienne.

## Œuvre

### Publications en brésilien

#### Poésie
- Ha uma gota de sangue em cada poema (1917)
- Paulicéia Desvairada (1922)
- O Losango Caqui (1926)
- Clã do Jabuti (1927)
- Remate de males (1930)

#### Romans
- Amar, verbo intransitivo (1927)
- Macunaima (1928)

#### Essai
- A Escrava que não é Isaura (Discurso sobre algumas tendências da poesia modernista) (1925)

### Publications en français
- Macounaïma, trad. de Jacques Thiériot, préf. de Haroldo de Campos, Paris, Flammarion, coll. « Barroco/ Unesco d'œuvres représentatives - Série brésilienne »", 1979 ; rééd. (critique) org. par Pierre Rivas, Paris, Stock/Unesco/CNRS/ALLCA XX, coll. « Littératures latino-américaines du XXe siècle/Brésil - Archivos », 1996
- Aimer, verbe intransitif, trad. de Maryvonne Lapouge-Pettorelli, Paris, Gallimard, coll. « Du monde entier », 1995
- L'Apprenti Touriste, trad. de Monique Le Moing et Marie-Pierre Mazéas, préf. de Gilles Lapouge, La Quinzaine littéraire/Louis Vuitton, coll. « Voyager avec », 1996
- Luis Aranha ou la poésie scolaire (essai) en annexe à : Luis Aranha, Cocktails (poèmes choisis), éd. et trad. de Antoine Chareyre, Toulon, Librairie La Nerthe, coll. « Classique », 2010

### Traduction
- (en) Cet article est partiellement ou en totalité issu de l’article de Wikipédia en anglais intitulé « Mário_de_Andrade » (voir la liste des auteurs).